# تپه مارو
تپه مارو یا ( تپه خیرآباد ) نام یکی از مناطق تاریخی استان هرمزگان است. این تپه در بخش مرکزی شهرستان رودان در استان هرمزگان قرار دارد و یکی از نقاط دیدنی استان هرمزگان در جنوب ایران است. تپه مارو  یا تپه خیرآباد در نزدیکی قلعه کمیز واقع می‌باشد، در این تپه و در دوران گذشته محل دفن مردگان و اشیای گران‌قیمت بوده‌است. گفته می‌شود به دلیل وجود اشیای گران‌قیمت در این مکان، در نامکذاری این تپه از نام مار استفاده شده تا مردم جرأت نزدیک شدن به آنجا را نداشته باشند. هم‌اکنون به جایی باستانی تبدیل شده‌است، ویکی از مناطق گردشگری شهرستان رودان می‌باشد.